# Доменіко Гірландайо
Доме́ніко ді Біго́рді, більше відомий як Гірланда́йо (італ. Domenico Ghirlandaio); справжнє і повне ім'я італ. Domenico di Tommaso Curradi di Doffo Bigordi; 1448 / 1449 — 11 січня 1494)  — італійський художник доби Раннього Відродження, представник флорентійської школи. Обдарований портретист; малював станкові картини, фрески. Голова художньої майстерні у Флоренції.

## Біографія
Точних відомостей про день народження Доменіко не збережено.
Народився в місті Флоренція в родині ювеліра. Батьківські ювелірні витвори, що мали попит, гірлянди до жіночих капелюшків, спричинили появу прізвиська Гірландайо, тобто гірляндний майстер. Прізвисько перейшло на дітей і онуків, під яким вони увійшли й в історію мистецтв.
Доменіко теж бажав стати ювеліром, але вибрав шлях художника. Його вчителем був цікавий живописець з Флоренції Алессо Бальдовінетті, твори якого були збережені і які можна бачити в 21 столітті.
Мав брата Давида, теж художника, з яким зробив мозаїку Благовіщення, що і тепер прикрашає тимпан порталу в соборі Санта-Марія-дель-Фйоре.
Але справжнє визнання Доменіко отримав після створення декількох фресок, які мали гучний успіх серед флорентійців. Йому віддали під стінописи стіни Будинку бастардів Флоренції (Оспедале-дей-Інноченті), Палаццо Веккіо, каплиці родини Торнабуоні в церкві Санта-Марія-Новелла. Все це — уславлені та найкращі будівлі Флоренції.
Не дивно, що слава Доменіко дійшла до Риму, відомого художнього центру Італії.
Серед уславлених майстрів, яких папа римський викликав у Рим, аби розмалювали стіни його домової церкви (Сікстинська каплиця), був і Доменіко Гірландайо.

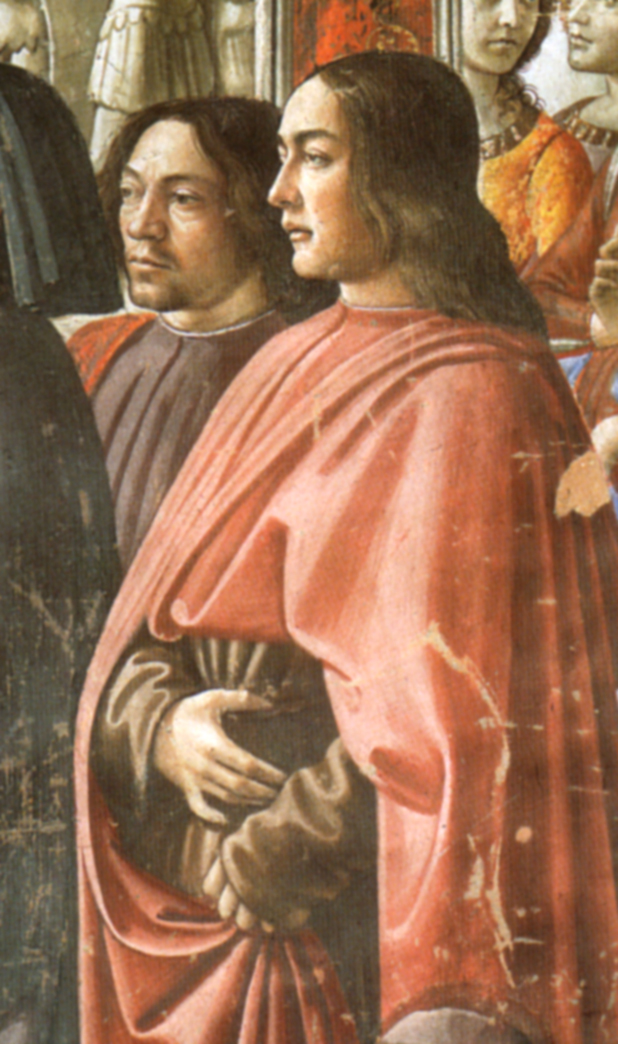
Автопортрет Доменіко (нижчий на зріст ліворуч)і портрет Себастьяно Майнарді праворуч, деталь фрески каплиці Торнабуоні.

Помер у Флоренції на 45 році життя від малярії зі злоякісним перебігом.

## Майстерня
Доменіко мав художню майстерню у Флоренції, де працювали його рідний брат Давид, син Рідольфо, зведений брат Себастьяно Майнарді. Серед учнів майстерні Гірляндайо також були Мікеланджело та Франческо Граначчі.

## Фрески Доменіко Гірландайо
Фресками займався ще вчитель Доменіко — Алєссо Бальдовінетті. Не дивно, що талановитий син ювеліра, з дитинства навчений ретельно працювати над завданням, добре опанував техніку створення буон-фресок (тобто працювати по вологому). Це досить трудомістка техніка, що вимагає швидкої роботи, поки не висох тиньк, ясної уяви, що хочеш зробити і снайперської точності, бо виправити помилки неможливо. Треба здирати весь тиньк і малювати невдалий шмат фрески заново.

## Фрески каплиці Торнабуоні

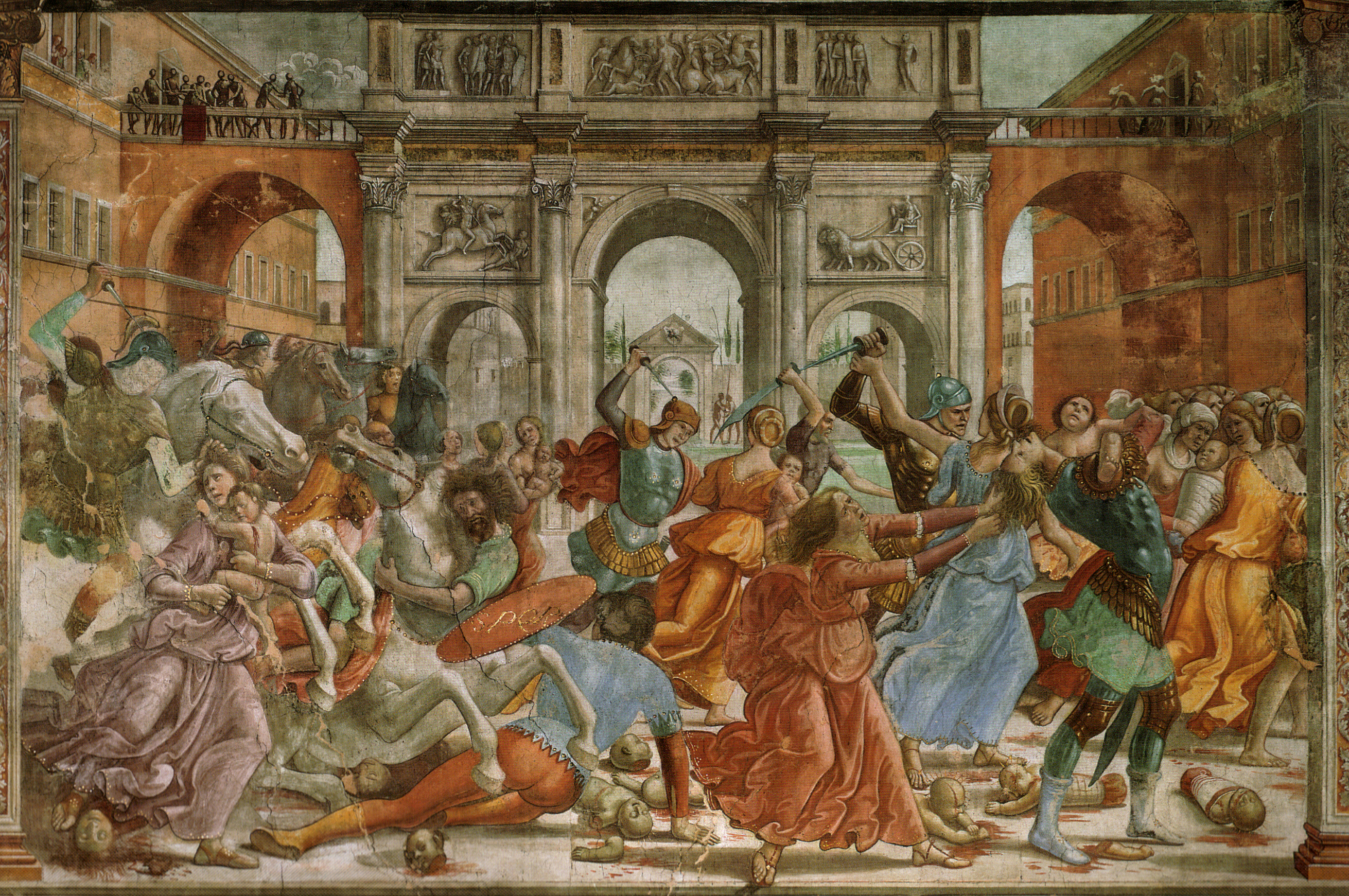
Винищення немовлят за наказом царя Ірода
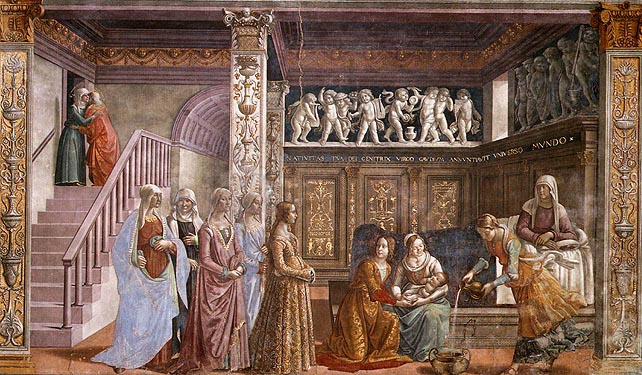
«Різдво Богородиці (Гірляндайо)», церква Санта Марія Новелла, Флоренція
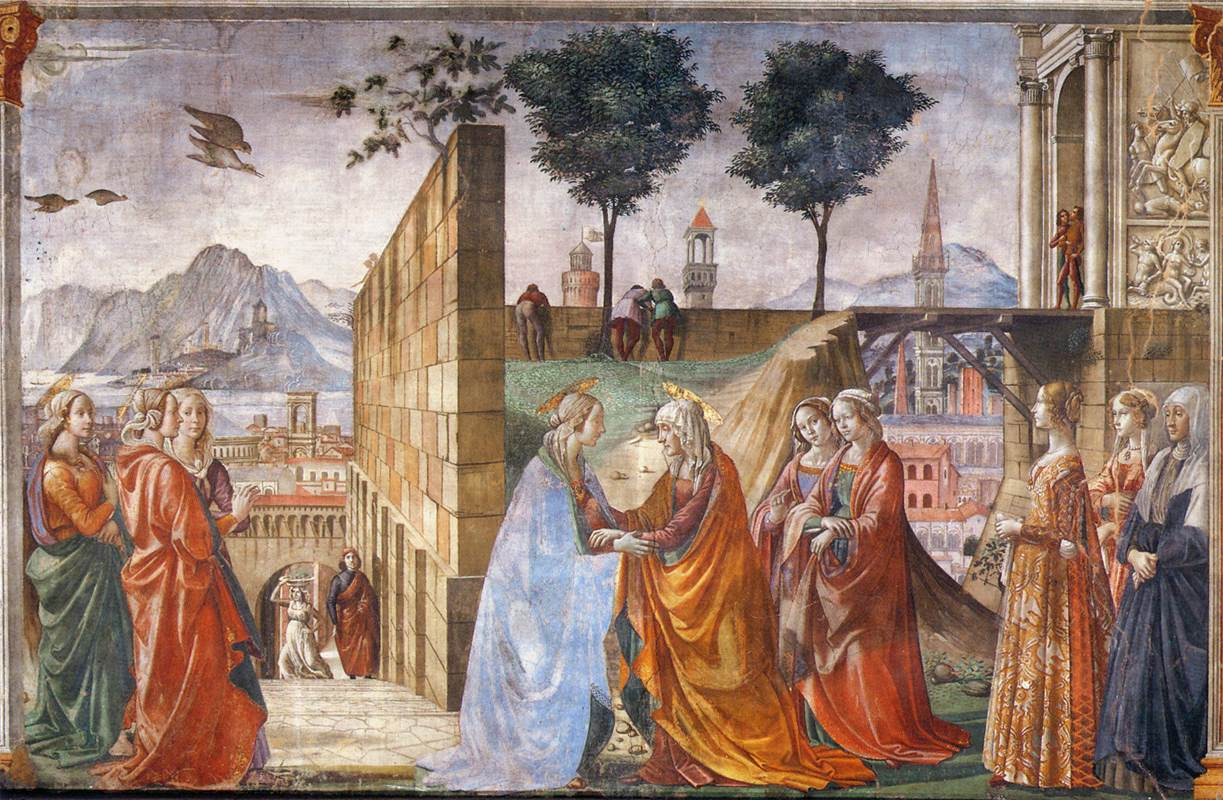
Зустріч Марії з Елизаветою (на тлі Флоренції)

## Пристрасть до архітектури

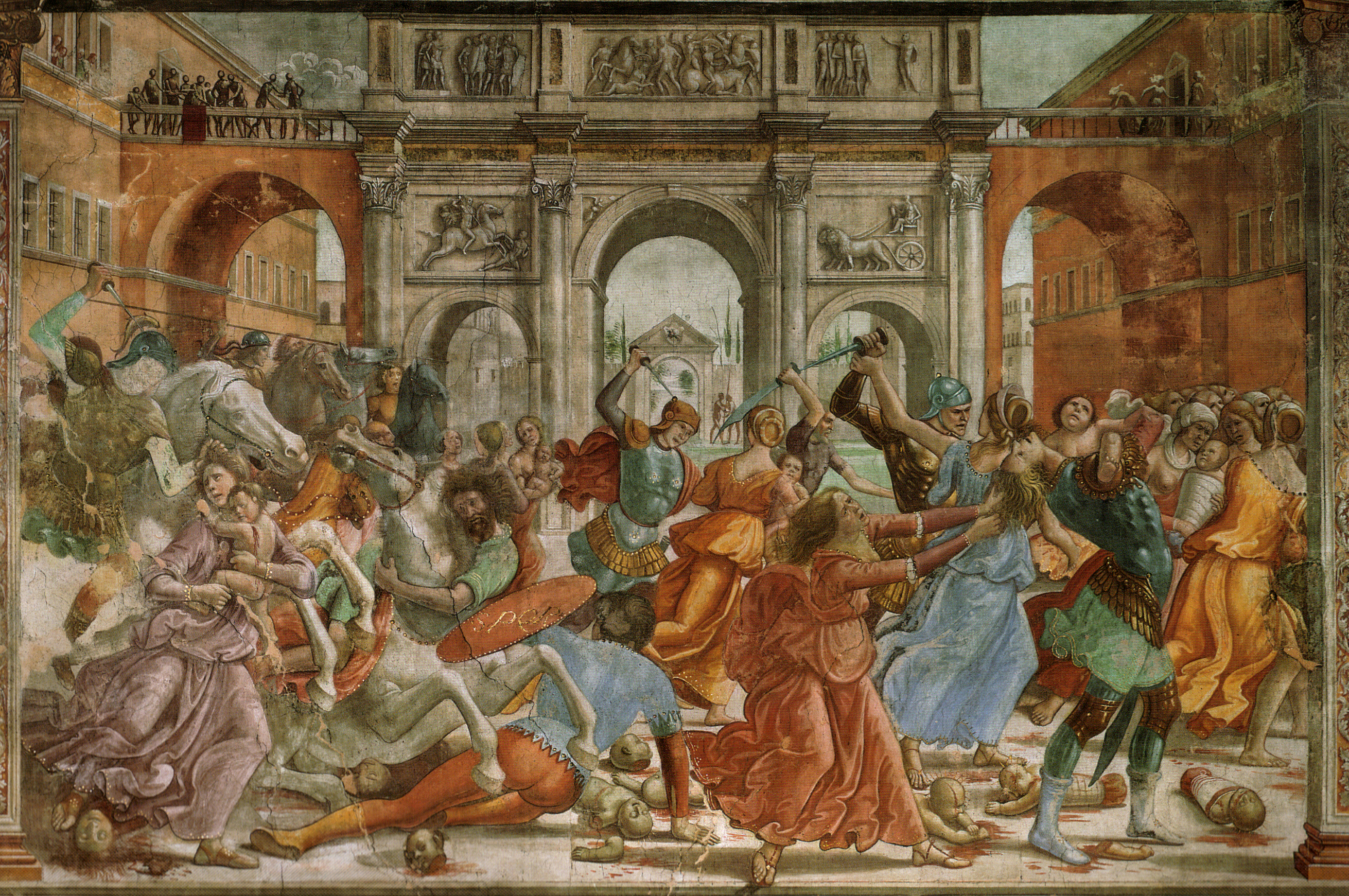
Винищення немовлят за наказом царя Ірода

Окрім пристрасті до портретів Доменіко мав пристрасть до архітектури. Це загальна мода того часу, коли італійські гуманісти і художники заново відкривали для себе давньоримську, а потім і давньогрецьку архітектуру. З давньоримською було легше, бо її залишки були в багатьох містах середньовічної Італії (Верона, Брешіа, Падуя тощо). І її охоче малювали на своїх картинах Мантенья, Лучано да Лаурана, молодий Браманте, Філіппіно Ліппі. А Ерколє де Роберті малює фантастичну суміш з римських руїн і сучасних будівель («Чотири дива Святого Вінсента Ферреріуса», Ватикан, Пінакотека). Перуджино не міг дочекатись, поки руїни реставрують, і малював урочисті площі з уже відновленою давньоримською архітектурою. Іноді малює сучасну йому середньовічну архітектуру поряд зі Святими («Містечко Дерута і святі Романео та Рох»). Архітектура присутня на багатьох фресках Доменіко Гірляндайо. І вона різна в залежності від завдань і тем фрески. В «Ангелі, що явився Св. Захарію», це подоба вівтаря просто неба. Вівтар цей на якійсь міській площі. Підійти до нього легко повз арки з римськими написами. На фресці «Зустріч Марії з Елизаветою» Доменіко дав околицю реальної Флоренції, де одразу впізнаються башти і дзвіниці уславленого міста.
Неприємно дивує архітектура фрески «Винищення немовлят за наказом царя Ірода.» Столичним містом Ірода — Доменіко обрав Рим. В центрі — давньоримська тріумфальна арка, яку добре обжили і добудували бічні галереї, на яких вояки спостерігають за виконанням жорстокого наказу царя. Пересічна міська архітектура Італії і досі неприємно вражає непривабливістю, спрощеними формами, довгими смугами однакових, монотонних вікон і примітивними оздобами. Урбанізмом, бездушним і неприродним, віє від такої архітектури, що заполонила вулиці Риму, Неаполя, Венеції тощо. Ще трохи і вона перетвориться на райони нетрів, сумно відомі в Римі чи Неаполі. Від подібної архітектури один крок до бездушно-бридкої архітектури художника Джорджо де Кіріко (1888 — 1978) чи будівель періоду Муссоліні (1883 — 1945).

## Портрети на фресках
Технічні навички художника Доменіко були надзвичайно високі. Серед фрескістів Флоренції він в переліку найкращих. Але він був ще й найкращим портретистом, а його фрески рясніють портретами сучасників, і видатних, і пересічних.

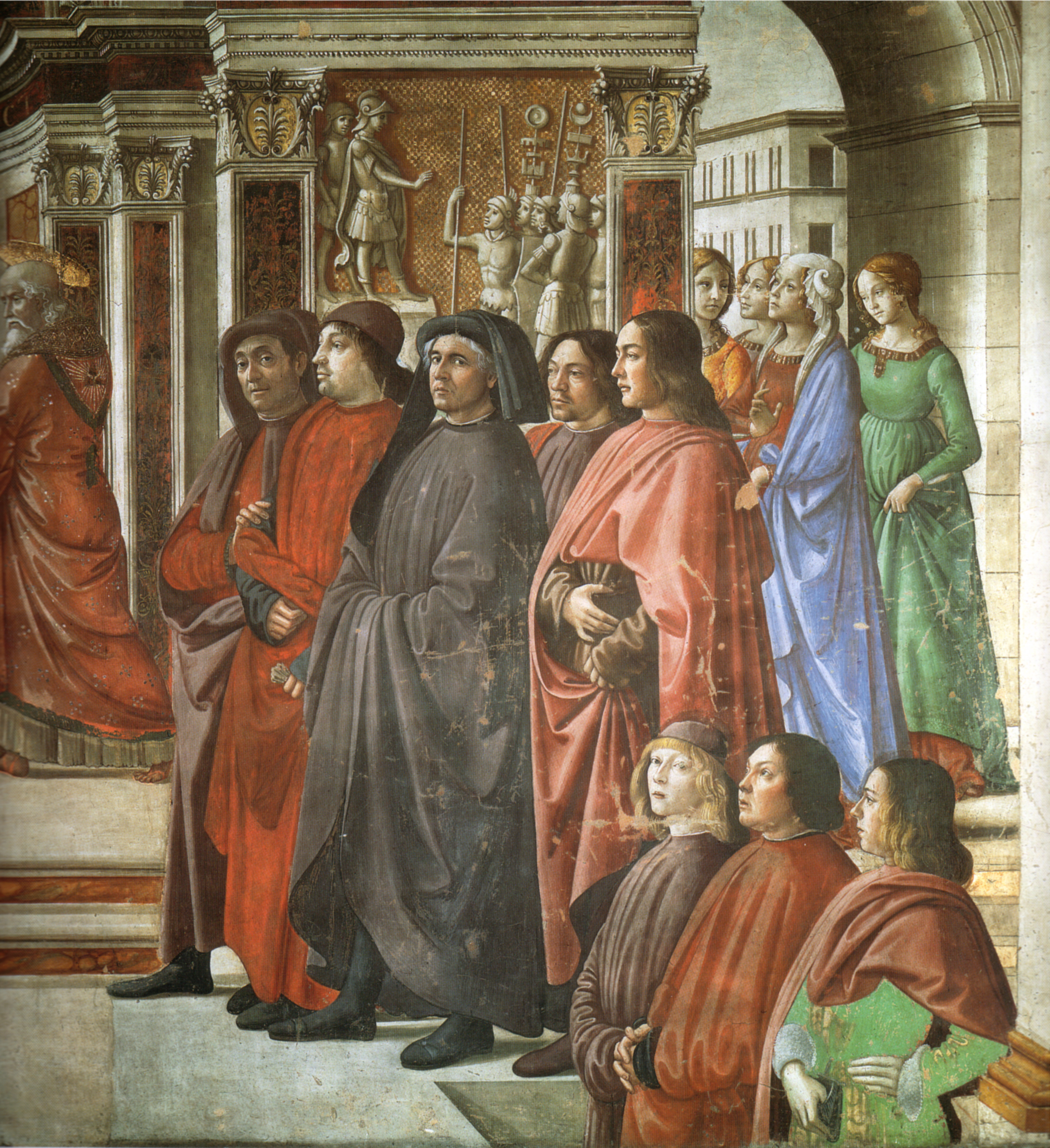
Деталь фрески «Янгол явився Св. Захарію». Каплиця Торнабуоні
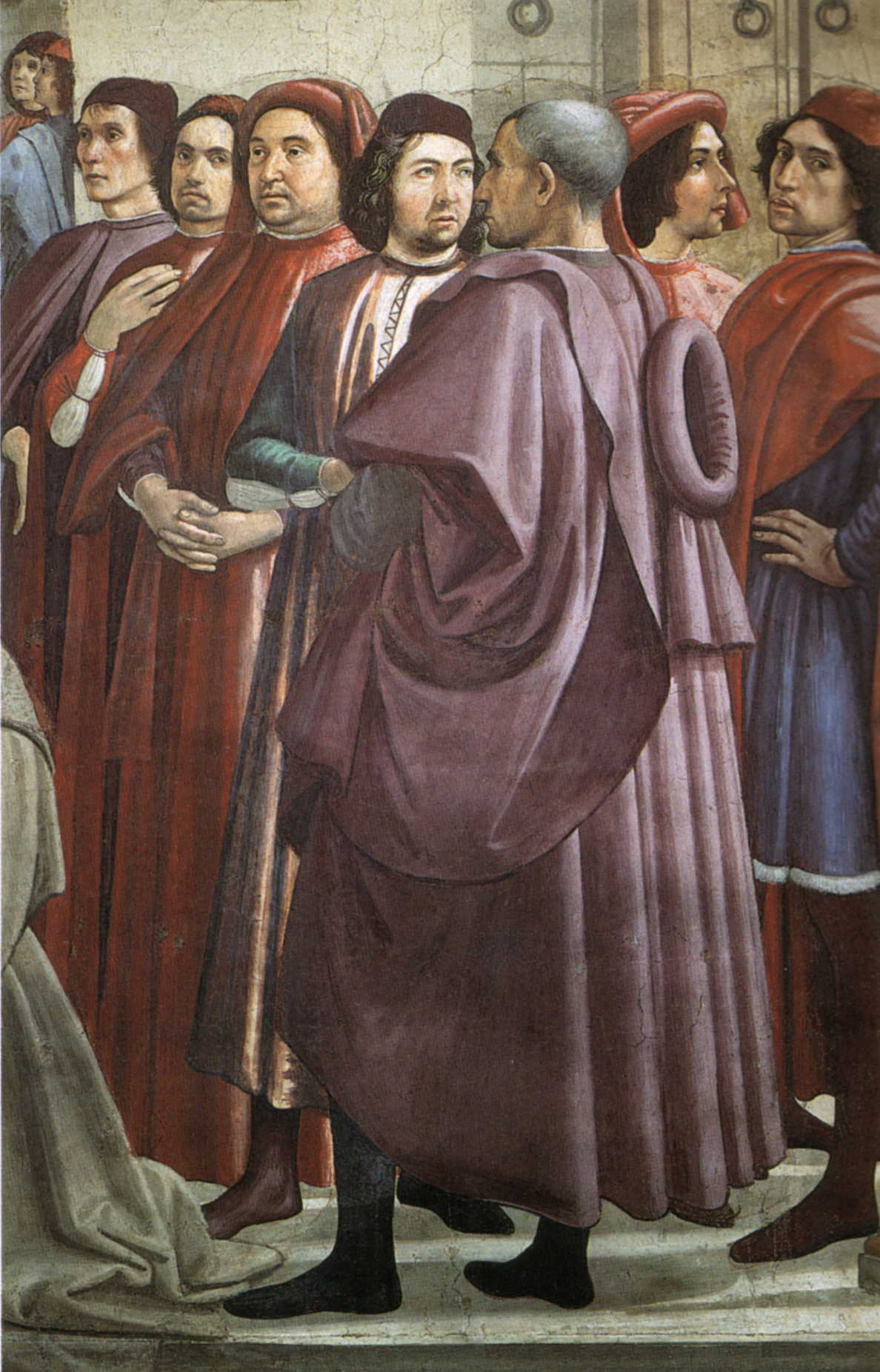
Деталь фрески в каплиці Сассетті
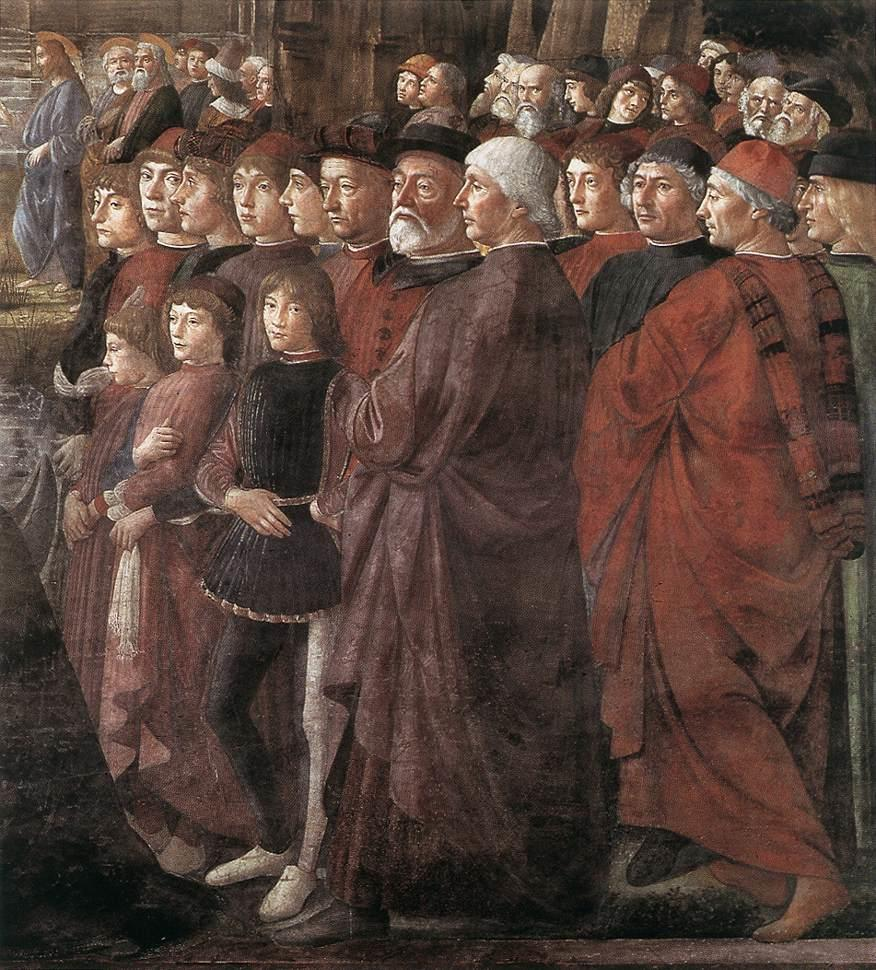
Ватикан, Сикстинська капела. Деталь фрески «Христос обирає апостолами Петра і Павла»

Доля зводила Доменіко з різними людьми. Серед них було забагато і видатних. Так, він працював пліч-о-пліч з видатним художником Боттічеллі, менш талановитим Перуджино, Пінтуріккіо в Сикстинській капеллі. Він бачив на власні очі папу римського і кардиналів, родину Медичі і Торнабуоні. Під час меси в соборі у нього були чудові часи спостережень за вірянами, а феноменальна художня пам'ять дозволяла потім добре відтворювати виразні обличчя дітей і підлітків, сивих старців і молодиць, їх скупчення і одяг, вираз спостереження дива чи міркування над думкою. На щастя, збережені малюнки Доменіко Гірляндайо. Вони в різних техніках, але є добре промальовані, такі, що відразу впізнаєш модель з тої чи з іншої фрески.

## Автопортрети
Він охоче малював і самого себе. Але він не хвалько, всі його автопортрети — це своєрідний підпис майстра, аби знали, хто створив цей витвір. До того ж це традиція багатьох флорентійських художників. Свої автопортрети на фресках залишили і Боттічеллі, і Лука Сіньореллі, і Філіппіно Ліппі, і Беноццо Гоццолі, і Перуджино, і (можливо) Мазаччо. В новому, 16 столітті, традицію залишати свої автопортрети на фресках підтримали Рафаель і наівть Мікеланджело, що принципово відмовлявся малювати портрети.